# Sín Thầu
Sín Thầu là một xã thuộc huyện Mường Nhé, tỉnh Điện Biên, Việt Nam.

## Địa lý
Xã Sín Thầu nằm ở phía tây bắc huyện Mường Nhé, là ngã ba biên giới Việt – Trung – Lào, có vị trí địa lý:
- Phía đông giáp xã Sen Thượng
- Phía tây giáp Lào
- Phía nam giáp xã Leng Su Sìn
- Phía bắc giáp Trung Quốc.

Xã Sín Thầu có diện tích 162,85 km², dân số năm 2022 là 1.515 người, mật độ dân số đạt 9 người/km².
Điểm cực Tây của Việt Nam là A Pa Chải – Tá Miếu, chính là ngã ba biên giới có cao độ 1.864 m, nằm tại xã Sín Thầu, có tọa độ địa lý kinh độ 102°8' Đông, vĩ độ 22°44' Bắc. Xã Sín Thầu nằm trên ngọn núi Khoang La San (Koan La San). Trong bản đồ Bắc Kỳ năm 1902, địa bàn xã là vùng đất với các địa danh Koan La San, Li Fang, B. Sin To (bản Sin To), B. Ya Moun Po (bản Moun Po),...
Dân cư Sín Thầu chủ yếu là sắc tộc thiểu số, trong đó người Hà Nhì chiếm tới 90% dân số xã.

## Hành chính
Xã Sín Thầu được chia thành 4 bản: A Pa Chải, Lỳ Mà Tá, Sín Thầu, Tả Kố Khừ.

## Lịch sử

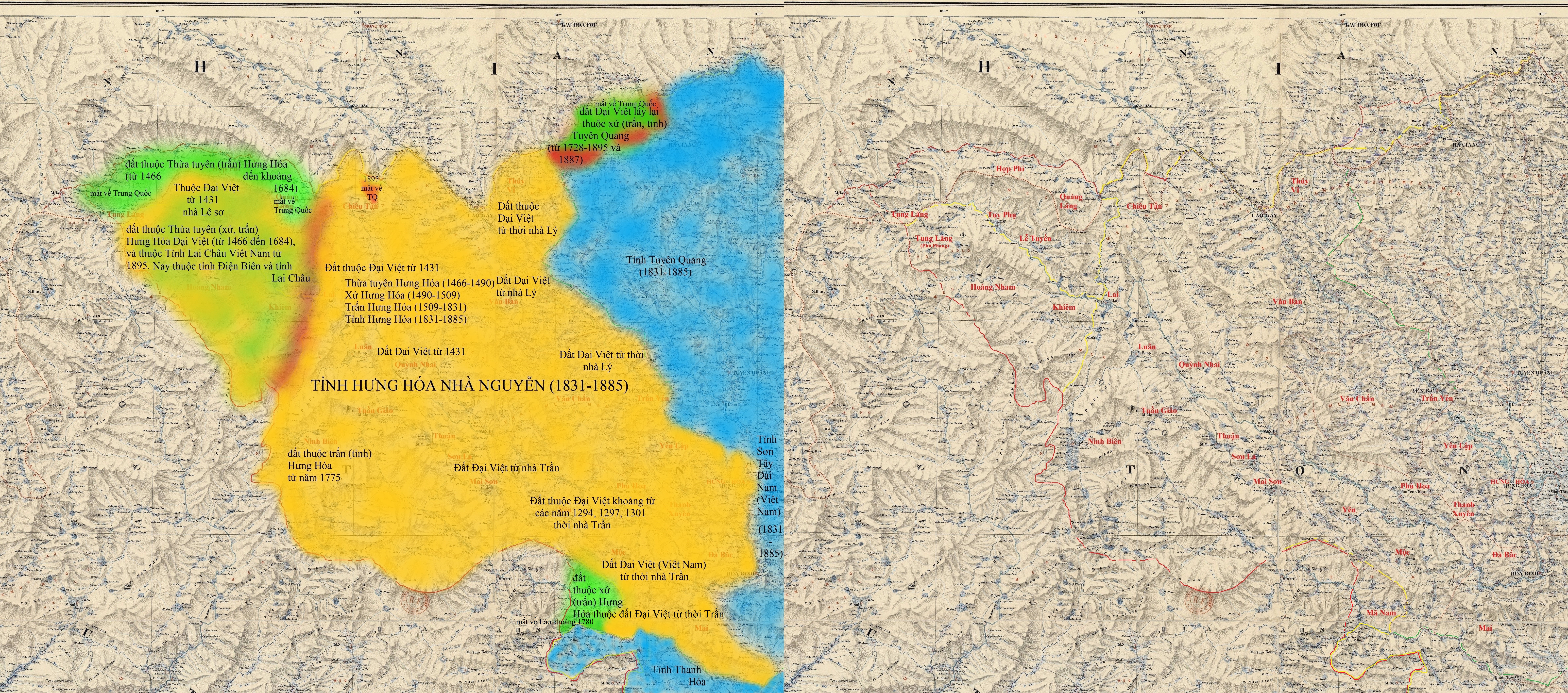
Hưng Hóa với vị trí các địa danh châu huyện thuộc các phủ Quy Hóa, An Tây, Điện Biên, Gia Hưng của xứ Hưng Hóa tiếp giáp Trung Quốc, và Lào gồm (Văn Bàn, Thủy Vĩ, Chiêu Tấn, Quảng Lăng, Hợp Phì, Tuy Phụ, Hoàng Nham, Lễ Tuyền, Tung Lăng, Khiêm, Lai, Luân, Thuận, Tuần Giáo, Ninh Biên, Quỳnh Nhai, Sơn La, Mai Sơn, Yên, Phù Hoa, Mộc, Đà Bắc, Mã Nam, Mai, Thanh Xuyên, Yên Lập, Văn Chấn và Trấn Yên). Vùng xã Sín Thầu thuộc các châu Tung Lăng, Hoàng Nham bị mất về Trung Quốc khoảng thế kỷ 18

Sín Thầu cùng với đất huyện Mường Nhé bắt đầu thuộc lãnh thổ Đại Việt vào năm 1432, khi Lê Thái Tổ đánh dẹp xong Đèo Cát Hãn, thu nạp đất Mường Lễ và đổi tên thành Phục Lễ (nay là vùng đất tỉnh Lai Châu, phần phía bắc tỉnh Điện Biên và một số hương trấn giáp biên giới của các huyện từ Giang Thành đến Kim Bình thuộc tỉnh Vân Nam Trung Quốc). Thời nhà Lê sơ vùng đất xã Sín Thầu kéo đến Mường Tông, Mường Nhé (vùng đất bờ phải sông Đà) là địa bàn các châu Tung Lăng (tức Phù Phang, nay là Pou Phang), Hoàng Nham (tức Mường Tông) của phủ An Tây xứ Hưng Hóa Đại Việt. Qua nhà Mạc, đến cuối nhà Lê trung hưng, khoảng thế kỷ 18 (trước những năm 1770), các vùng đất này của Đại Việt đã bị mất về lãnh thổ tỉnh Vân Nam Trung Quốc. Qua thời nhà Tây Sơn, rồi tới nhà Nguyễn, các triều đình Việt Nam đều không đòi lại được các vùng đất Sín Thầu, Mường Tông, Mường Nhé, Mường Tè bằng con đường ngoại giao hòa bình. Tuy vậy, người dân bản địa ở vùng này vẫn tương đối độc lập với nhà Thanh Trung Quốc, được quyền tự trị dưới dạng các châu mường kỵ mi, chỉ phải nộp thuế khóa cho nhà Thanh. Đến nửa cuối thế kỷ 19, cả hai triều đình phong kiến tại Trung Quốc và Việt Nam là nhà Thanh và nhà Nguyễn đều suy yếu, các thủ lĩnh người Thái Trắng bản địa nổi lên cát cứ vùng đất hai bên biên giới, xóa nhòa biên giới hai quốc gia. Cuối thế kỷ 19, nổi lên gia tộc họ Đèo của Đèo Văn Trị, những năm 1885-1888, hưởng ứng chiếu Cần Vương của vua Hàm Nghi chống lại thực dân Pháp đánh chiếm Tây bắc Việt Nam và vùng biên giới tỉnh Vân Nam Trung Quốc, khu vực gồm cả địa bàn xã Sín Thầu ngày nay. Nhưng sau do mâu thuẫn với Tôn Thất Thuyết, nên khoảng những năm 1890, Đèo Văn Trị quay sang hợp tác với Pháp. Những năm 1894-1895, Đèo Văn Trị đã giúp Pháp đắc lực trong việc hoạch định biên giới và đi tới ký kết công ước Pháp-Thanh 1895, lấy lại phần lớn các châu mường xưa thuộc phủ An Tây xứ Hưng Hóa về thành lãnh thổ Việt Nam, khi đó là thành khu Mường Te (Mường Tè) châu Quỳnh Nhai tỉnh Lai Châu xứ Bắc Kỳ Liên bang Đông Dương thuộc Pháp. Vùng đất xã Sín Thầu theo đó cũng thuộc Việt Nam từ năm 1895.
Thời Pháp thuộc, những năm 1920-1930 của thế kỷ 20, địa bàn xã Sín Thầu là đất đai thuộc các xã Ko Ka (Koan La San), xã Nio Po (Núi Po) của khu Mường Te châu Quỳnh Nhai tỉnh Lai Châu. Khu Mường Te (Mường Tè) khi đó gồm 6 xãː Ka Lang, Mương Te,  Núi Ka (tức Moun Ka), Ko Ka (tức Koan La San), Nio Po (tức Núi Po hay Moun Po), Pa Thang.
Sau Cách mạng tháng Tám năm 1945, địa bàn xã Sín Thầu thuộc huyện Mường Tè, tỉnh Lai Châu, rồi cùng huyện Mường Tè, tỉnh Lai Châu thuộc khu Tự trị Thái Mèo (1955-1962) và Khu tự trị Tây Bắc (1962-1975) của Việt Nam Dân chủ Cộng hòa.
Sau năm 1975, Sín Thầu là một xã của huyện Mường Tè, tỉnh Lai Châu.
Ngày 14 tháng 1 năm 2002, Chính phủ ban hành Nghị định số 08/2002/NĐ-CP về việc chuyển xã Sín Thầu thuộc huyện Mường Tè về huyện Mường Nhé mới thành lập quản lý.
Ngày 26 tháng 11 năm 2003, Quốc hội ban hành Nghị quyết số 22/2003/QH11 về việc chuyển xã Sín Thầu thuộc huyện Mường Nhé, tỉnh Lai Châu về tỉnh Điện Biên mới thành lập quản lý.
Ngày 16 tháng 4 năm 2009, Chính phủ ban hành Nghị định số 17/NĐ-CP về việc thành lập xã Sen Thượng trên cơ sở điều chỉnh 17.448,27 ha diện tích tự nhiên và 1.987 nhân khẩu của xã Sín Thầu.
Sau khi điều chỉnh địa giới hành chính, xã Sín Thầu còn lại 16.571,64 ha diện tích tự nhiên và 2.105 nhân khẩu.

## Kinh tế
Do là xã ngã ba biên giới, đồng thời có điểm cao cực tây của Việt Nam, nên Sín Thầu đã và đang là điểm thu hút du lịch khám phá của tỉnh Điện Biên.